# Wilhelm Marr
Wilhelm Marr (Magdeburgo, 1819 - Hamburgo, 1904) fue un activista alemán, conocido por haber sido el acuñador del término antisemitismo, así como el «padre» del antisemitismo racial al anteponer las supuestas características raciales de los judíos frente al antijudaísmo cristiano, relacionando el origen de las religiones abrahámicas directamente con los pueblos semitas, lo que le hace también precursor del antiarabismo. Marr estableció también el primer movimiento político con repercusión popular basado sólo en ideas antisemitas, antijudías, anticristianas, islamófobas y neopaganas.
Originariamente, fue un revolucionario demócrata defensor de la emancipación de los grupos sociales oprimidos. Pero tras el fracaso de la revolución alemana de 1848-1849, se convirtió en el adalid de la lucha para evitar la emancipación de los judíos en Alemania. Fundó la organización Liga antisemita e introdujo la palabra «antisemita» en el léxico político de la época.
Su ensayo La victoria del judaísmo frente al germanismo desde un punto de vista no confesional (Der Sieg des Judenthum über das Germanenthum - Vom nicht confessionellen Standpunkt) alcanzó un enorme éxito en su tiempo.

## Biografía
Marr nació en Magdeburgo, hijo único de un actor y director de escena. Cursó primaria en Hannover y luego secundaria en Braunschweig. En Hamburgo y Bremen, fue aprendiz de comercio y después se reunió con su padre en Viena, quien había sido contratado por el Burgtheater. Allí trabajó como empleado en dos empresas judías. Posteriormente, Marr declaró haber perdido su trabajo injustamente.
En 1841, se trasladó a Zúrich, donde conoció a emigrantes políticos (como Georg Herwegh, Julius Fröbel y August Follen), la mayoría de los cuales eran miembros de los movimientos de izquierda democrática o liberal de principios del siglo XIX.
En 1843, Marr fue expulsado de Zúrich bajo la acusación de haber promovido actividades comunistas. Se dirigió a Lausana, donde se unió a Hermann Döleke y Julius Standau, los fundadores de la sociedad secreta Léman-Bund, que pertenecía a Joven Alemania. Marr acabó convirtiéndose en el líder de la sociedad secreta y empezó a inclinarse por el anarquismo y el ateísmo, fundó el Sindicato Suizo de Trabajadores y editó los "Blätter der Gegenwart für soziales Leben" (Documentos actuales para la vida social, 1844/45). En 1845 también fue expulsado de Lausana y se trasladó a Hamburgo. Allí se convirtió en periodista político y publicó la revista Sátirasatírica Mefistófeles (1847/48-1852). Perteneció a la izquierda del partido radical-democrático y fue delegado en el Parlamento de Fráncfort tras la Revolución de Marzo. Tras el fracaso definitivo de la revolución, se convirtió, como tantos otros contrarrevolucionarios, en defensor del prusianismo. En 1852, Marr viajó al extranjero, a Costa Rica, donde intentó ganarse la vida como empresario. Al no tener éxito, regresó a Hamburgo, trabajó de nuevo como periodista y en 1854 se casó con Georgine Johanna Bertha Callenbach, hija de un empresario ateo judío.
En 1859, Marr fue elegido miembro del Parlamento de Hamburgo. En un artículo publicado en el Courier an der Weser el 13 de junio de 1862, atacó al presidente liberal electo de la Cámara, al abogado judío Isaac Wolffson, acusándolo a él y a otros judíos de traicionar a su partido y abusar de su emancipación para ingresar a la clase mercantil de la ciudad. Tras extensas protestas públicas, Marr no fue reelegido en 1862.
Marr y su primera esposa se divorciaron en 1873. En 1874, Marr se casó con una judía, Helene Sophia Emma Maria Behrend, quien falleció ese mismo año. Su primer matrimonio fue infeliz y, a pesar de su estabilidad financiera, Marr atravesaba una crisis emocional. Su segundo matrimonio fue feliz, pero su esposa y su hijo murieron con pocos días de diferencia, lo que dejó a Marr sumido en una gran angustia y amargura hacia el mundo. En 1875, hubo un tercer matrimonio, con Jenny Therese Kornick (uno de sus padres siendo noájida), que le dio un hijo. En 1877, ya siendo abiertamente antisemita y neopagano, se volvió a divorciar; la última esposa de Marr fue Clara Maria Kelch, hija de un trabajador de Hamburgo.

## Fuente
- Crónica del Holocausto, LIBSA, Madrid, pág. 41.

- Datos: Q60312
- Multimedia: Wilhelm Marr / Q60312